# Kraskowo (Rosja)
Kraskowo (ros. Красково) – osiedle typu miejskiego w Rosji, w obwodzie moskiewskim. W 2020 liczyło 23 910 mieszkańców.